# Estadio Jorge Andrade Cantos
El estadio Jorge Andrade Cantos (oficialmente conocido como estadio Municipal Jorge Andrade Cantos) es un estadio de fútbol ubicado en la ciudad de Azogues, en Ecuador. Fue inaugurado en 1984 y tiene capacidad para 14 000 espectadores.

## Historia
Es usado mayoritariamente para la práctica del fútbol, y es principalmente el estadio oficial del Club San Francisco, Azogues S. C. e Independiente Azogues, clubes de la Segunda Categoría y en su momento del Atlético River Plate de Riobamba y algunos equipos azogueños desaparecidos de la categoría. 
En 2007, en este estadio se jugaron cuatro partidos de la primera ronda del Campeonato Sudamericano Sub-17 Ecuador 2007: entre Argentina, Colombia, Uruguay, Paraguay y Venezuela.
Este local deportivo es sede de distintos eventos deportivos a niveles provincial y local, así como es escenario para varios eventos de tipo cultural, especialmente conciertos musicales (que también se realizan en el coliseo Eduardo Rivas Ayora de Azogues).
En el escenario deportivo hizo de local el club Deportivo Azogues remplazando el estadio Federativo de tan solo 4000 hinchas en el cual el equipo jugaba cuando peleaba la zona de ascenso, es un estadio municipal, cuenta con dos preferencias de 5000 espectadores cada una en los laterales de la cancha, en 2007 empezó la construcción de la popular atrás del arco sur, llevaría cerca de 4000 hinchas, esto elevaría el número de espectadores a 14 000.
Cuando el equipo se encontraba en el torneo zonal de ascenso y en la Serie B, utilizaba el estadio Federativo de Azogues con capacidad de aproximadamente 4000 personas. 
Para el Campeonato Ecuatoriano de Fútbol 2006, por requerimientos de la Federación Ecuatoriana de Fútbol se obligó a buscar otro escenario de mayores prestaciones. Ante esta situación se volvió la mirada hacia el estadio Municipal Jorge Andrade Cantos que se encontraba en completo abandono y avanzado deterioro. Tras días completos de trabajos se consiguió readecuarlo. Fue reinaugurado el 20 de agosto de 2006, efectuándose el juego entre Deportivo Azogues y Barcelona Sporting Club. En 2012 el ministro del deporte, José Francisco Cevallos, inició un proyecto de remodelación y aumento del aforo además de la iluminación del estadio.
En 2020 el club azuayo, Gualaceo Sporting Club, logró el ascenso a la Serie A del fútbol ecuatoriano y hará su debut en la máxima categoría en el 2022 por primera vez en su historia. Debido a que el habitual escenario del cantón Gualaceo, el estadio Gerardo León Pozo, no cuenta con los requerimientos para albergar partidos de Primera Categoría A; Gualaceo Sporting Club jugará de local en el estadio Jorge Andrade Cantos.

## Localidades
Capacidad de personas
- Palco	586
- Tribuna 5660
- Preferencia 3060
- General 3149

## Galería

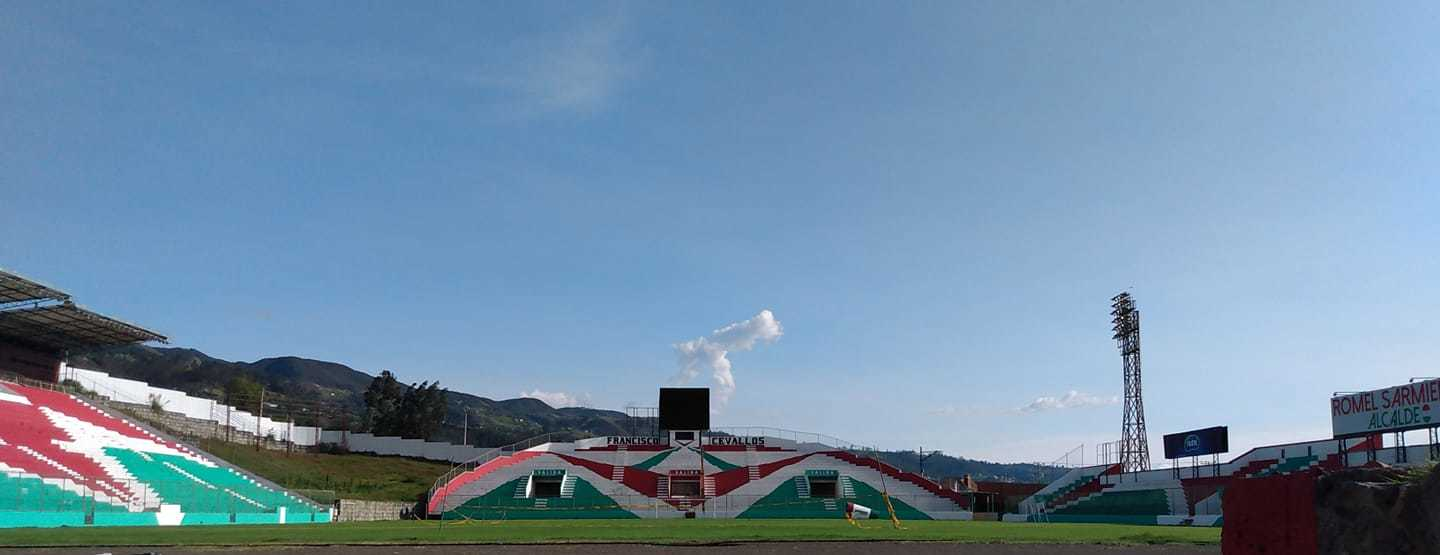
Vista desde la cancha
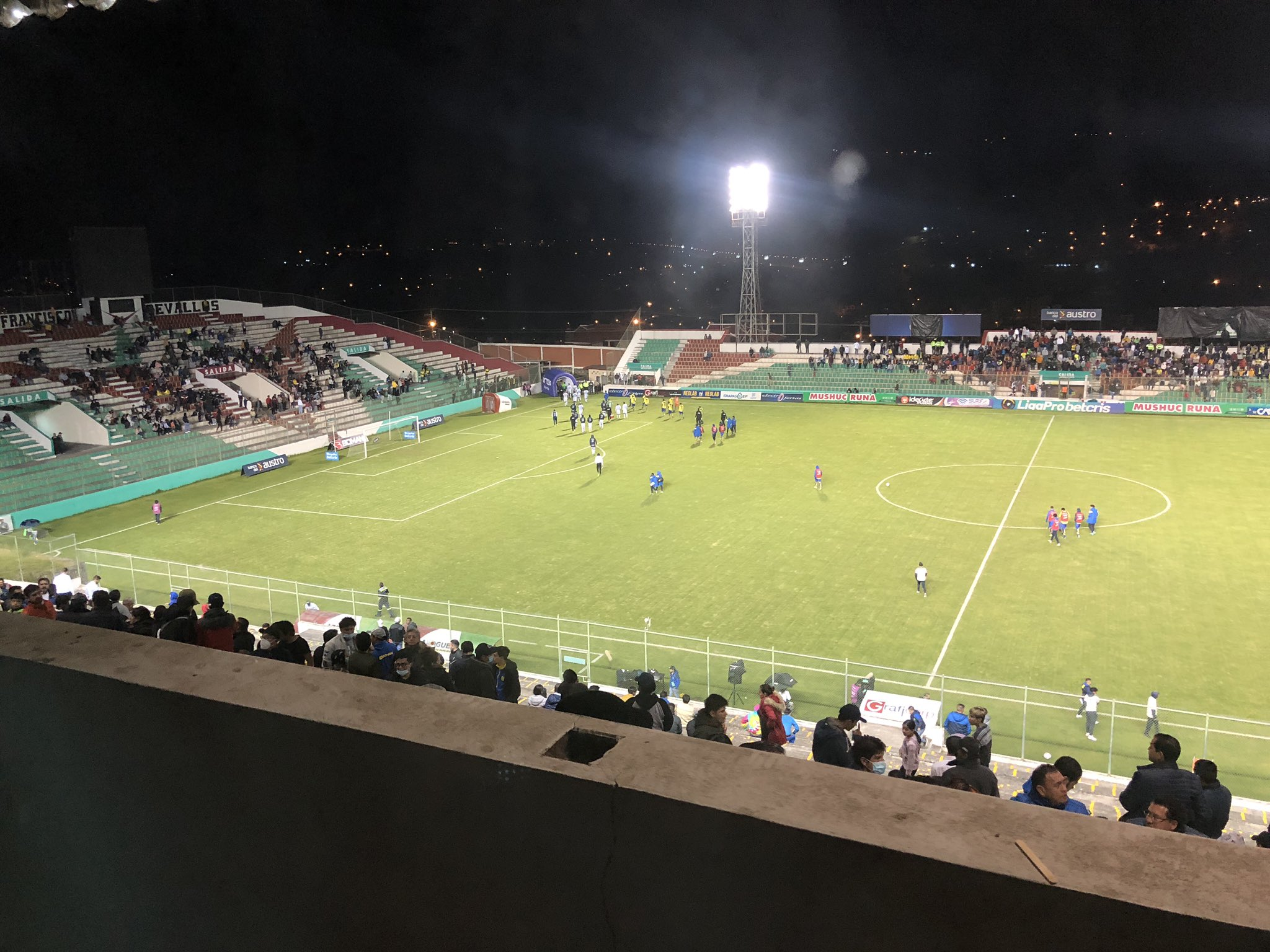
Tribuna principal (vista frontal)
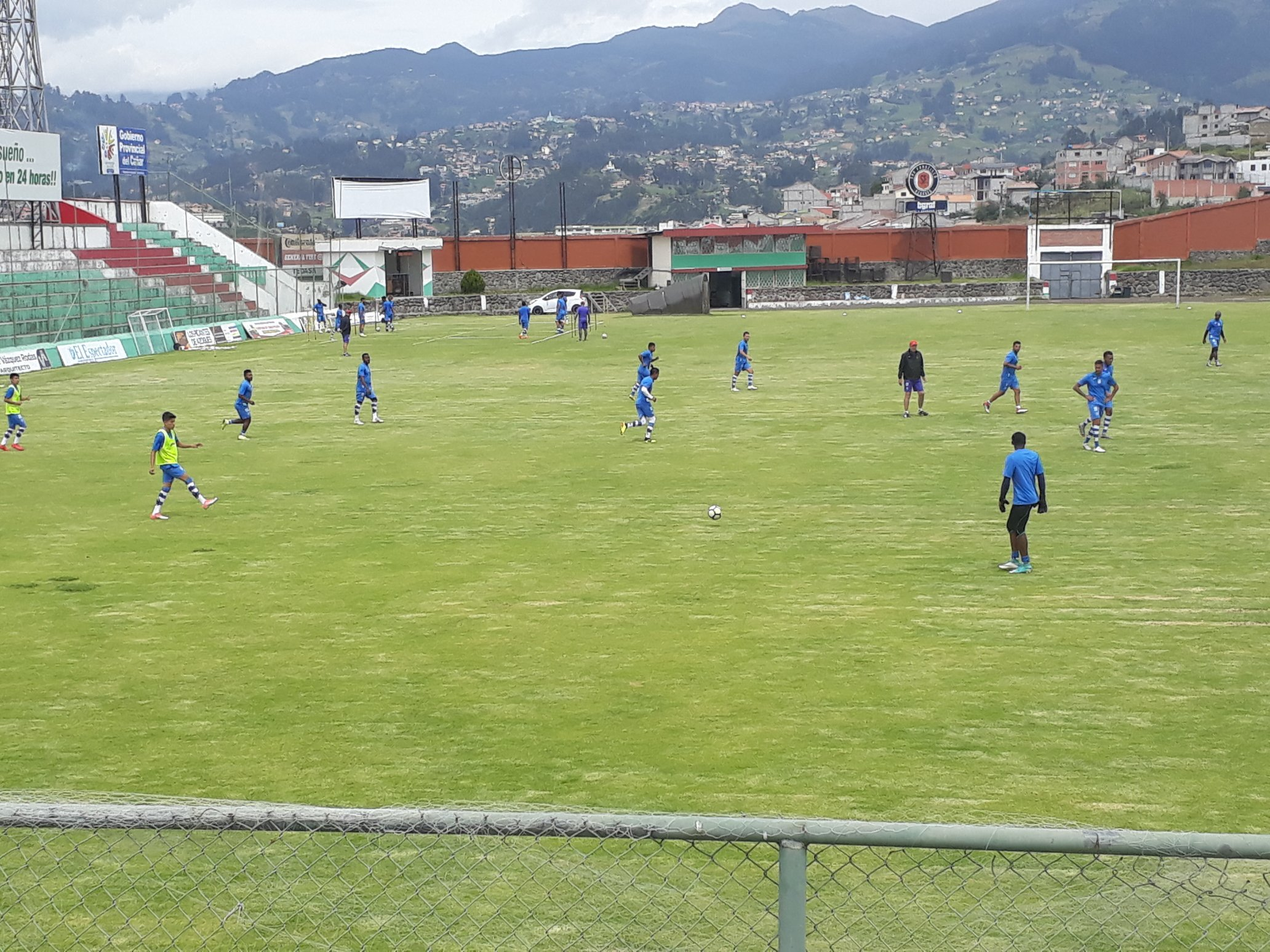
Vista desde la general
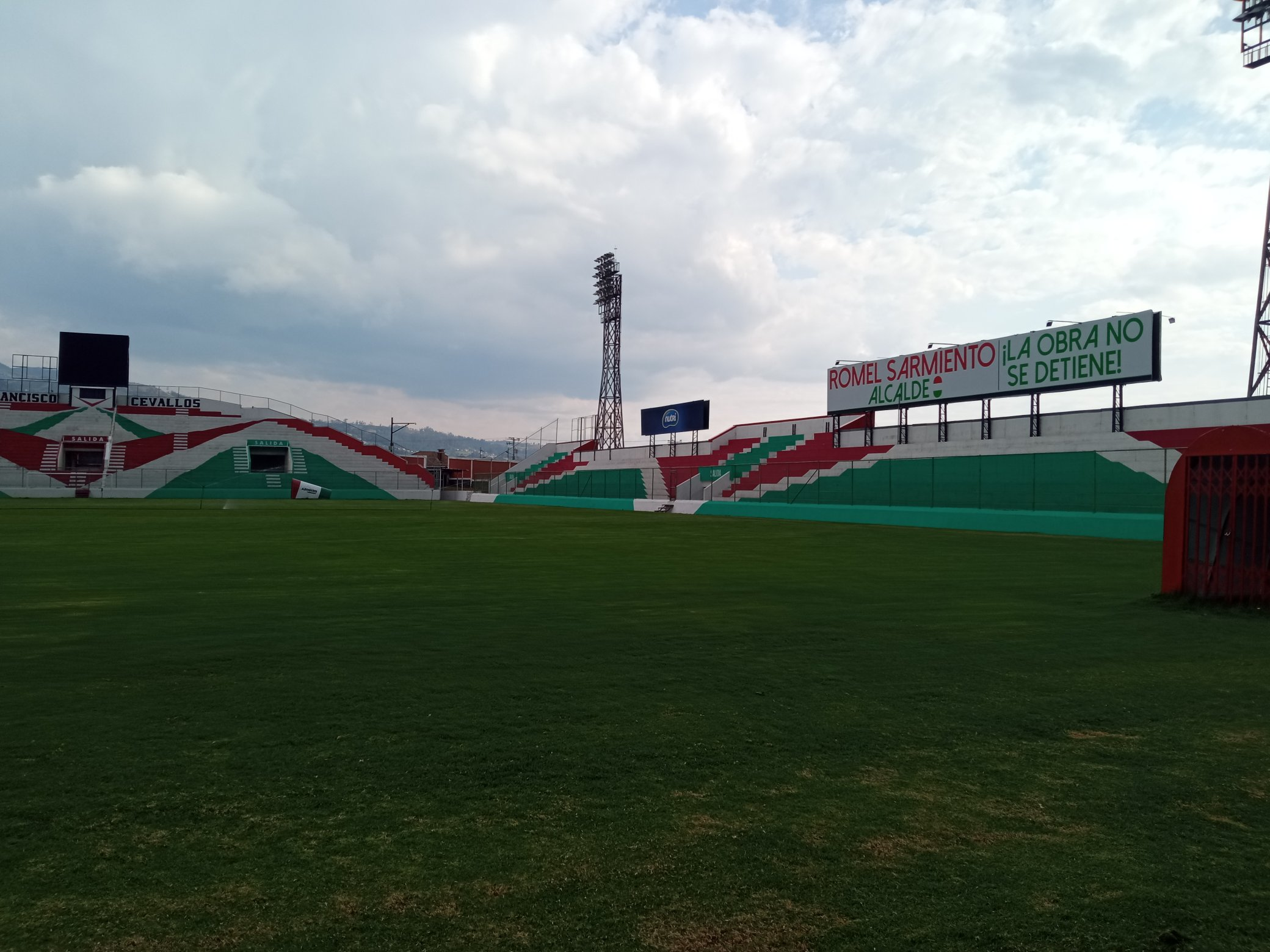
Vista de la cancha
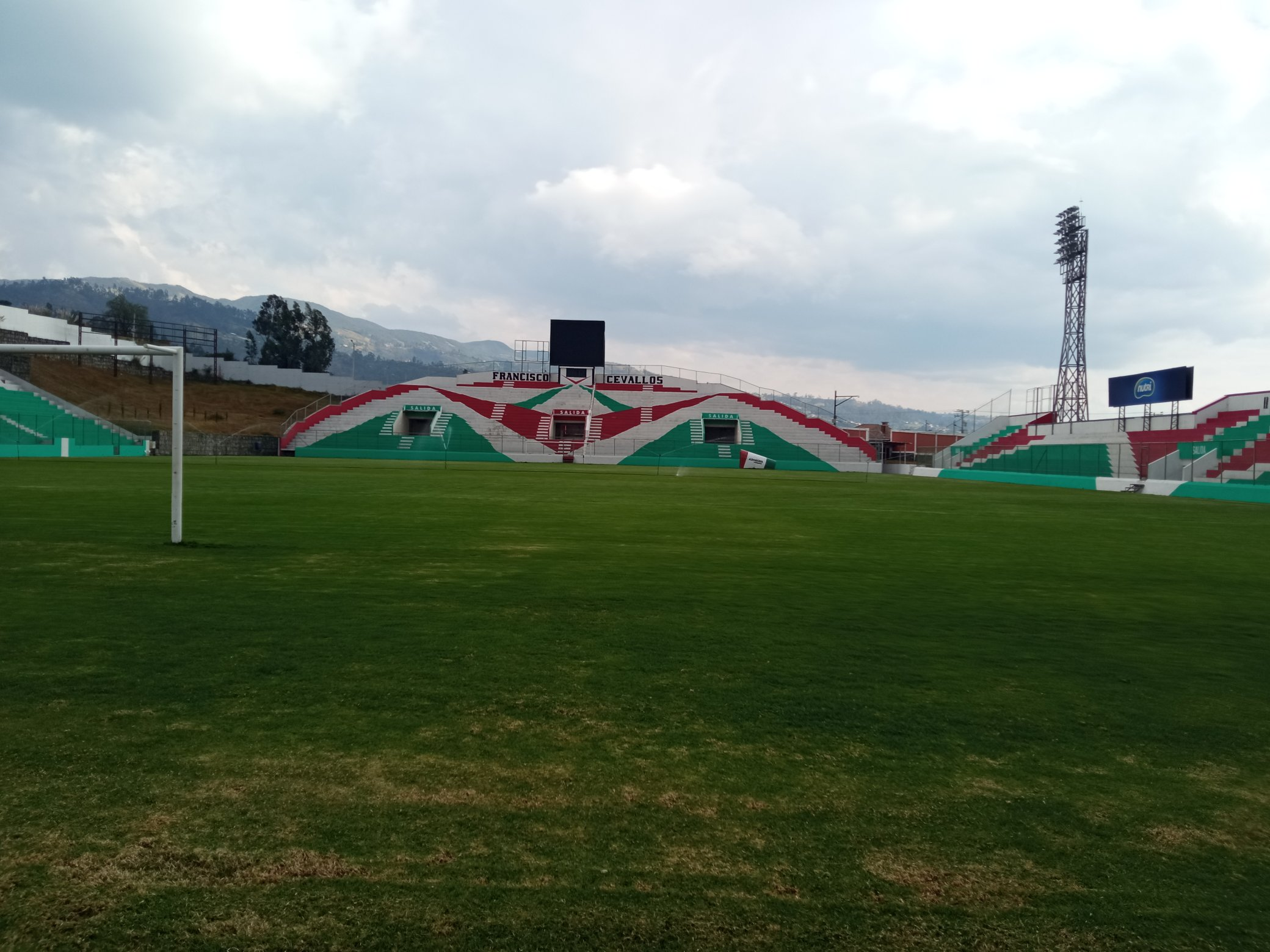
Vista de la cancha
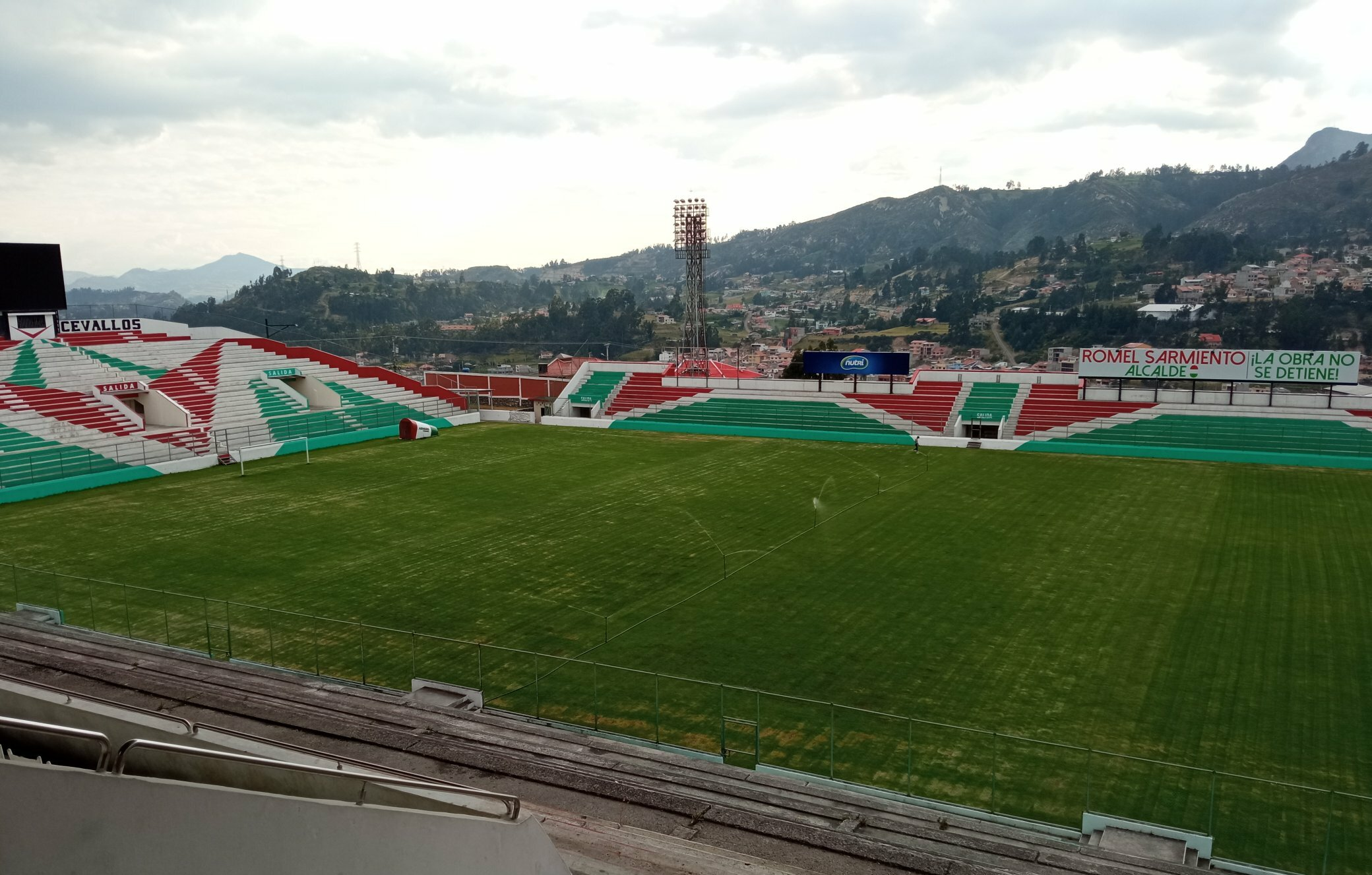
Tribuna principal (vista izquierda)
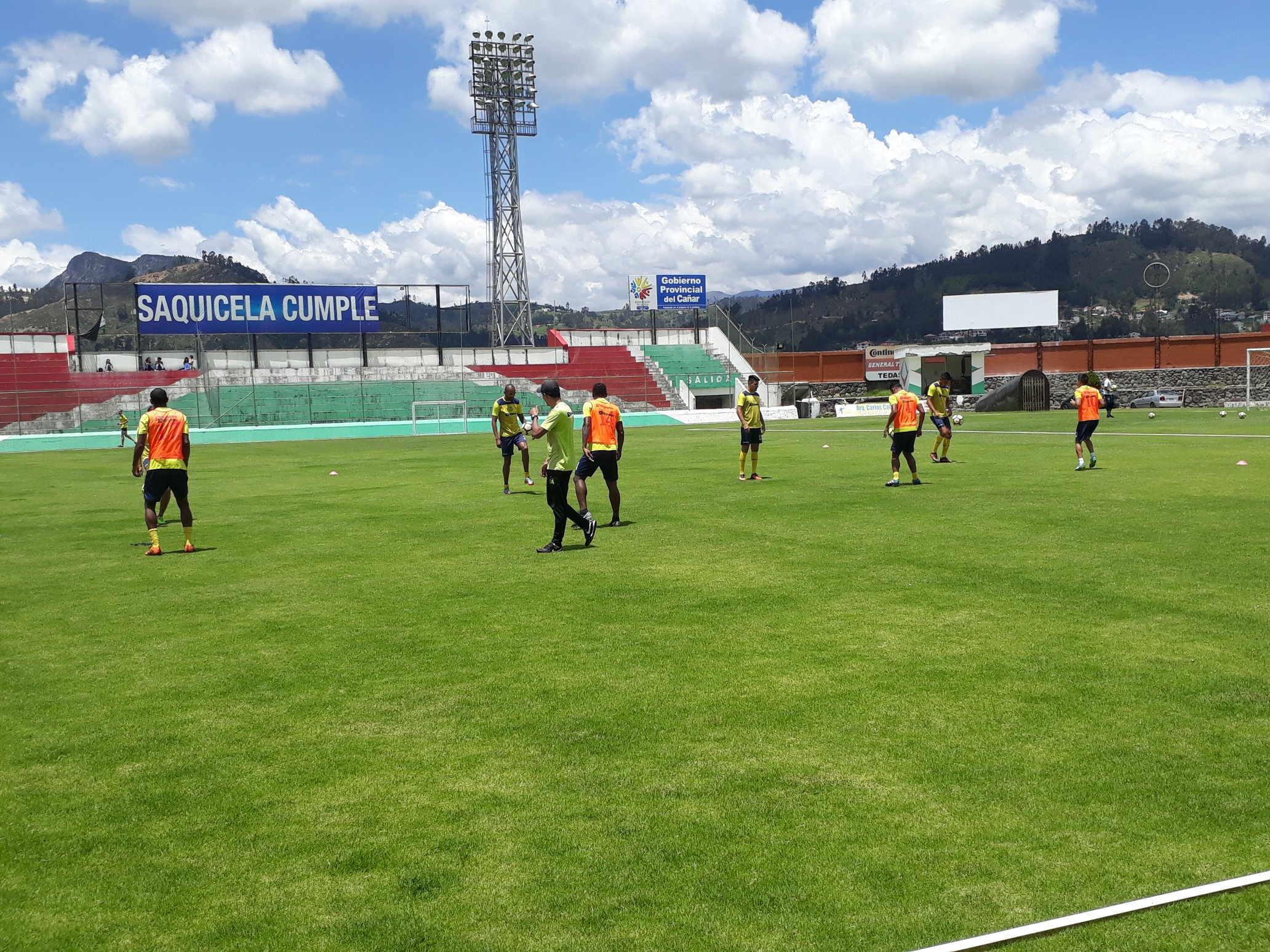
Vista de la cancha
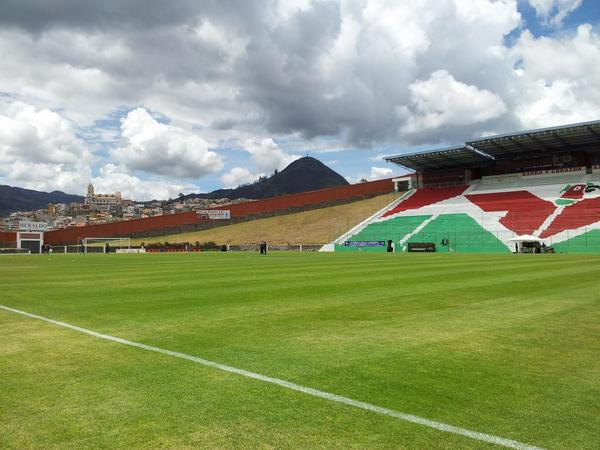
Vista de la cancha
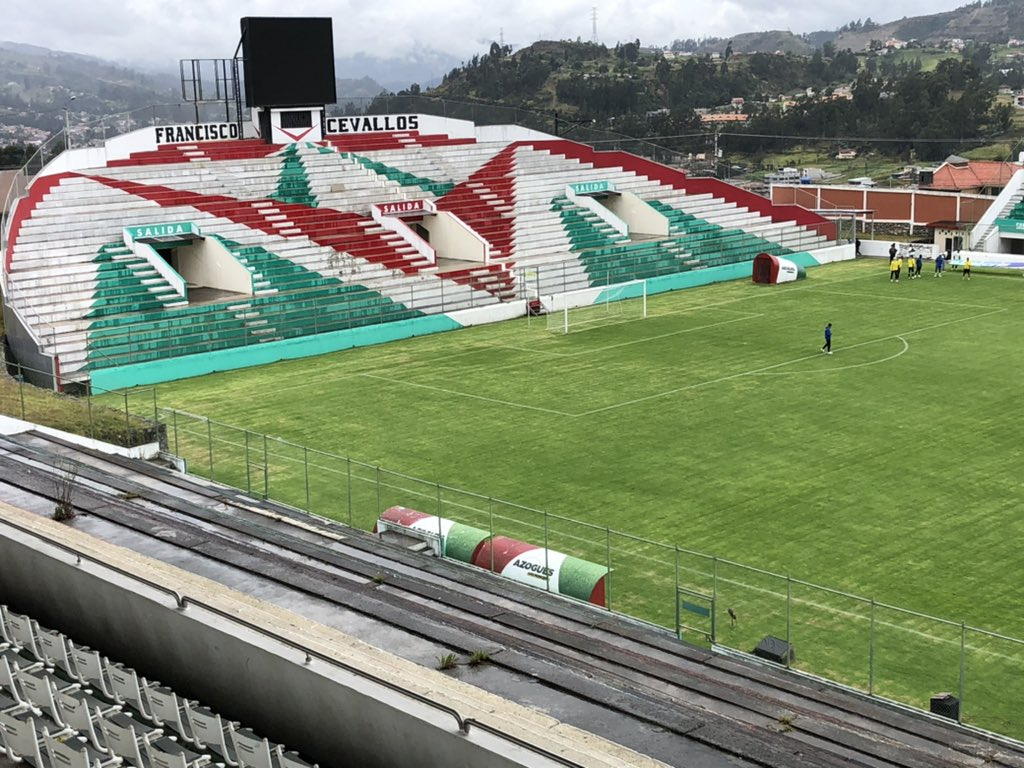
Tribuna principal (vista izquierda)
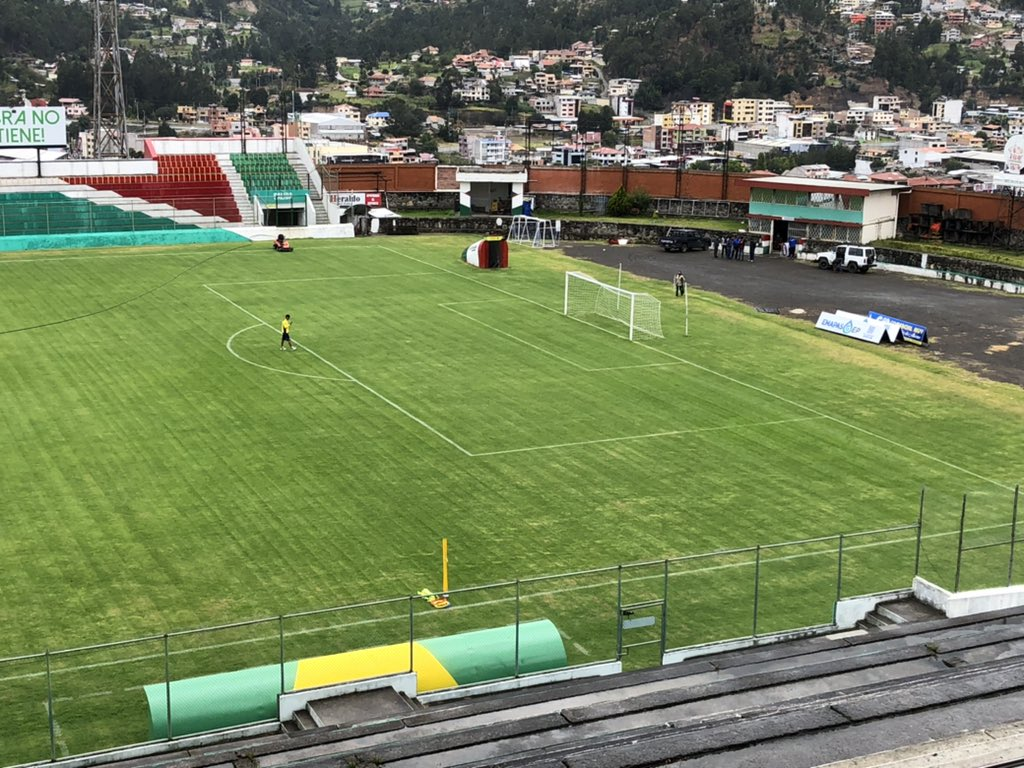
Tribuna principal (vista derecha)
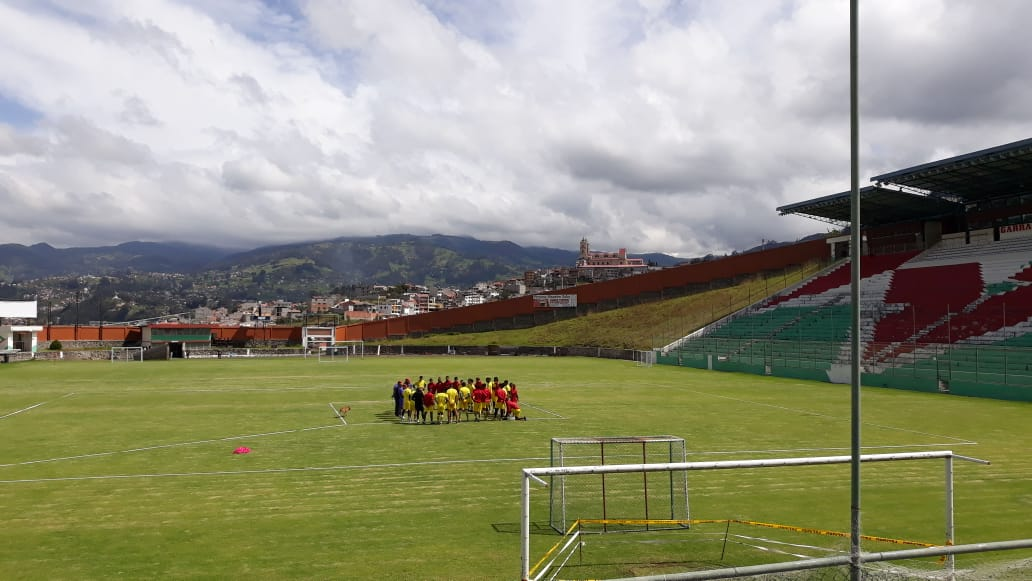
Vista desde la general
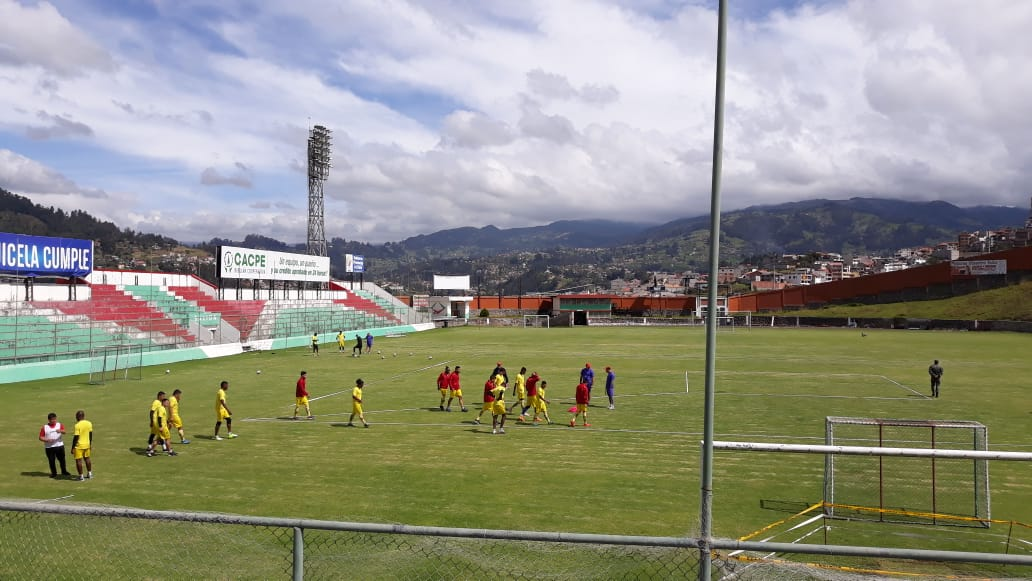
Vista desde la general